# Azuaga
Azuaga egy kisváros Spanyolországban. Ma Extremadura és Andalúzia, a római korban Lusitania és Baetica határvonalán feküdt, mely nagyjából a Zújar és Odiel (Luxia) folyók között volt.

## Helye
A Via Delapidata, mai nevén Via de la Plata vonalához viszonyítva Fuente de Canstostól keletre van a kis Bembézar folyónál.
Északra Zelemea de la Serena és Miajadas, északnyugatra Monterrubio de le Serena és Guadalmez érhető el, utóbbi Andalúzia, Extremadura és Kasztília-La Mancha, a római korban pedig a 3 római provincia, Lusitania, Baetica és Tarraconensis hármas határtelepülése.

## Története

### Őskor és ókor
Azuaga, a Bembézar vidéke már a rézkor óta őriz emlékeket.
A római kori erőd pontos neve még ismeretlen, mert annak egyelőre csak M.F.V. rövidítésére bukkantak a már feltárt leletek közt. A. U. Stylow kutató könyvében a Municipium Flavio Victoriense nevét találja valószínűnek, utalva az itt élő Galeria törzs győztes meghódítására.
Vizigót köri használatáról keveset tudunk, eddig csal kevés lelet került elő.

### Al-Andalus
Al Idrisi XII. századi utazó könyvéből tudjuk, hogy a XI. századi arab erőd maradványait az Al-Zuwaga berber törzs építette, innen a név.

### Újkor

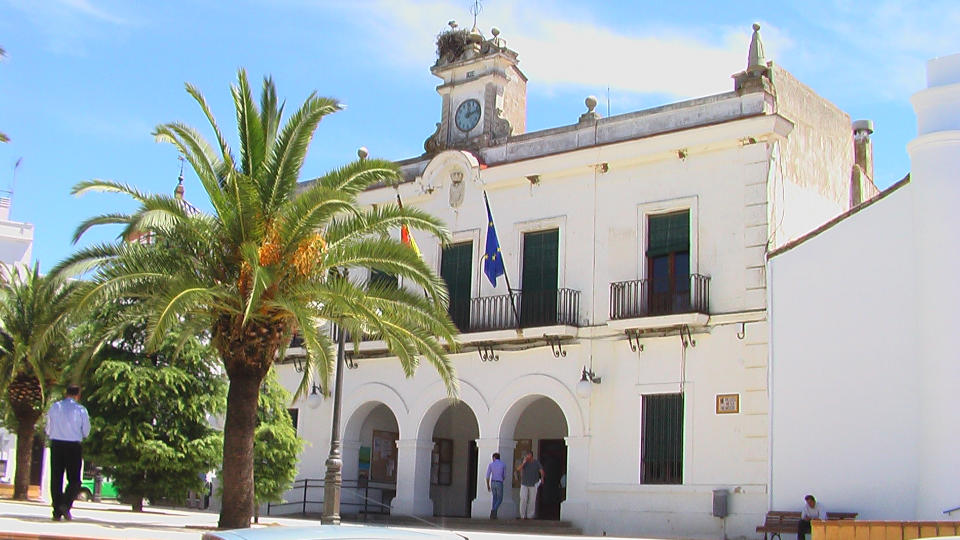
Azuaga önkormányzata

Azuaga sok jelentős vezetőt adott Spanyol-Amerikának, de aztán fokozatosan vesztett jelentőségéből. a XX. században közel 20.000 lakosú várossá fejlődött, mikor 1920 és 1960 között nagy bányászati kitermelések folytak itt, de ezek lecsengésével ismét csökkent a lakosság, így ez jelenleg egy bő 8.000 fős kisváros több különleges történelmi emlékkel.

## Látnivalók

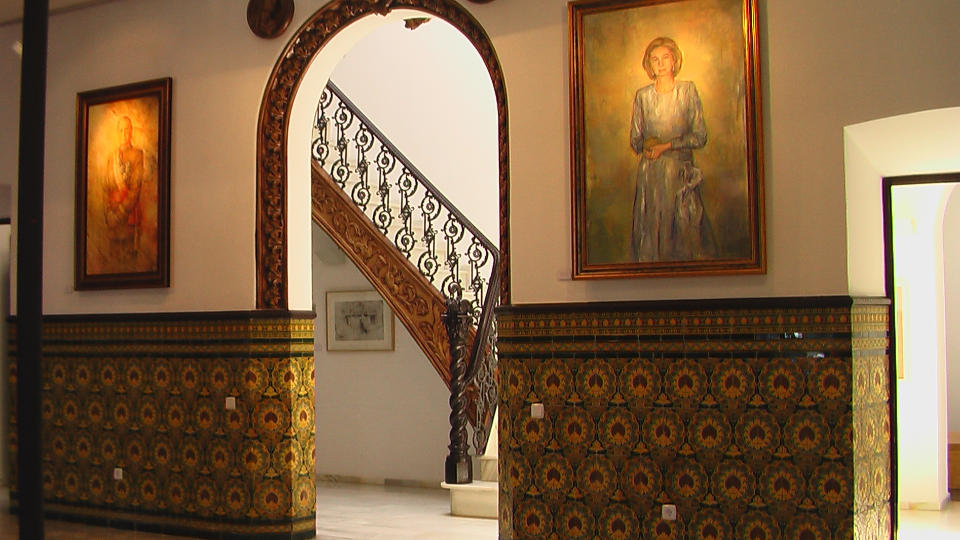
Azuaga Néprajzi Múzeum.

- Mudéjar negyed számos civil épülettel.
- Teatro Central Cinema és Teatro Cine Capitol mozik, Extremadura civil építészetének kiemelkedő példái.
- A történelmi: római és arab-keresztény erődkastélyok maradványai.
- Bronzkori dolmenek.

## Testvérvárosok
- Saint-Affrique, Aveyron, Franciaország

## Népesség
A település lakosságának változását az alábbi diagram mutatja:
| Lakosok száma | 8745 | 8320 | 8536 | 8301 | 8273 | 8145 | 8008 | 7853 | 7702 | 7595 |
|               | 2001 | 2004 | 2006 | 2009 | 2011 | 2014 | 2016 | 2019 | 2021 | 2024 |